# Ludovico IV di Turingia
Ludovico IV di Turingia, detto il Santo (Creuzburg, 28 ottobre 1200 – Otranto, 11 settembre 1227), è stato un nobile tedesco, langravio di Turingia.

## Biografia

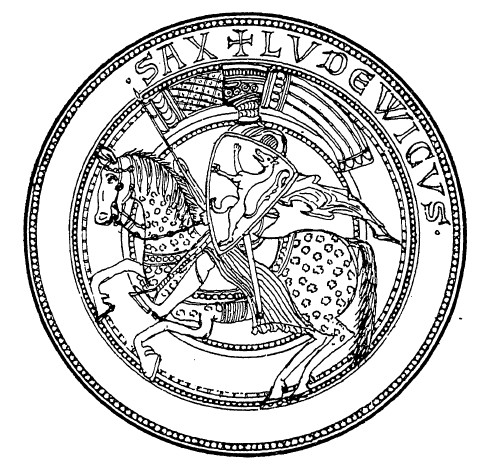
Sigillo di Ludovico IV di Turingia

Figlio di Ermanno I, appartenente alla dinastia dei Ludovingi, e di Sofia di Baviera, divenne langravio di Turingia a soli 16 anni. Il giorno di San Chiliano del 1218, all'età di 18 anni, fu armato cavaliere nella chiesa di San Giorgio a Eisenach.
Nel 1221 sposò la principessa ungherese Elisabetta, figlia di Andrea II.

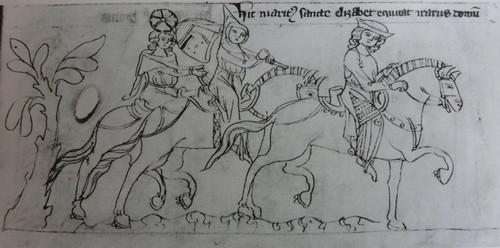
Ludovico IV di Turingia (il primo a destra) durante una cavalcata. Disegno tratto dal Liber depictus.

Nel 1226 Ludovico fu convocato alla dieta di Cremona, dove promise a Federico II di Svevia di prendere la croce e accompagnarlo in Terra santa. Partì per la Sesta Crociata l'anno seguente (1227), ispirato anche dai racconti di suo padre e dello zio, che avevano preso parte alla terza crociata. Suoi compagni di viaggio erano cinque conti, Lodovico di Wartburg, Gunther von Kefernberg, Meinrad von Mühlberg, Heinrich von Stolberg e Burkhard von Brandenberg. Ludovico lasciò la moglie incinta. Nell'estate dello stesso anno attraversò le montagne tra la Turingia e l'Alta Franconia, attraversò la Svevia e la Baviera, valicò le Alpi Tirolesi e percorse tutta la penisola italiana. Giunto a Brindisi, si ammalò di una febbre che stava decimando l'esercito dei crociati giunto nel porto pugliese; ricevette l'estrema unzione dal Patriarca di Gerusalemme e si recò ad Otranto dove morì poco dopo. Pochi giorni dopo la sua morte, nacque sua figlia Gertrude. Il corpo di Ludovico fu trasportato a Reinhardsbrunn nel 1228 per essere sepolto e divenne oggetto di devozione popolare.
La moglie Elisabetta morì qualche anno dopo di lui (1231), all'età di 24 anni, dopo aver trascorso il resto della sua vita come terziaria francescana, dedicandosi alla penitenza e al servizio per i poveri: fu proclamata santa nel 1235. Ludovico non è mai stato formalmente canonizzato, ma divenne noto tra il popolo tedesco come Ludovico il Santo (in tedesco: Ludwig der Heilige). Altrove è conosciuto anche come Beato Luigi di Turingia.

## Discendenza
Dalla moglie Elisabetta ebbe un figlio e due figlie:
- Ermanno II (1222-1241), che sposò Elena di Brunswick-Lüneburg;
- Sofia (1224-1275), che sposò Enrico II di Brabante;
- Gertrude (1227-1297), badessa di Altenberg.

## Ascendenza
|                            |                      |                                  | Genitori                   |  |  | Nonni |  |  | Bisnonni               |  |  | Trisnonni          |  |
|                            |                      |                                  |                            |  |  |       |  |  | Ludovico I di Turingia |  |  | Luigi il Saltatore |  |
|                            |                      |                                  |                            |  |  |       |  |  | Ludovico I di Turingia |  |  | Luigi il Saltatore |  |
|                            |                      | Adelaide di Stade                |                            |  |  |       |  |  | Ludovico I di Turingia |  |  |                    |  |
| Ludovico II di Turingia    |                      |                                  |                            |  |  |       |  |  | Ludovico I di Turingia |  |  |                    |  |
|                            |                      | Edvige di Gudensberg             | Giso IV di Gudensberg      |  |  |       |  |  |                        |  |  |                    |  |
|                            |                      | Edvige di Gudensberg             | Giso IV di Gudensberg      |  |  |       |  |  |                        |  |  |                    |  |
|                            |                      | Edvige di Gudensberg             | Cunegonda di Bilstein      |  |  |       |  |  |                        |  |  |                    |  |
| Ermanno I di Turingia      |                      | Edvige di Gudensberg             |                            |  |  |       |  |  |                        |  |  |                    |  |
|                            |                      | Federico II di Svevia            | Federico I di Svevia       |  |  |       |  |  |                        |  |  |                    |  |
|                            |                      | Federico II di Svevia            | Federico I di Svevia       |  |  |       |  |  |                        |  |  |                    |  |
|                            |                      | Federico II di Svevia            | Agnese di Waiblingen       |  |  |       |  |  |                        |  |  |                    |  |
| Giuditta "Jutta" di Svevia |                      | Federico II di Svevia            |                            |  |  |       |  |  |                        |  |  |                    |  |
|                            |                      | Agnese di Saarbrücken            | Federico I di Saarbrücken  |  |  |       |  |  |                        |  |  |                    |  |
|                            |                      | Agnese di Saarbrücken            | Federico I di Saarbrücken  |  |  |       |  |  |                        |  |  |                    |  |
|                            |                      | Agnese di Saarbrücken            | Gisella di Lorena          |  |  |       |  |  |                        |  |  |                    |  |
| Ludovico IV di Turingia    |                      | Agnese di Saarbrücken            |                            |  |  |       |  |  |                        |  |  |                    |  |
|                            | Ottone IV di Baviera | Eckhard I di Scheyern            |                            |  |  |       |  |  |                        |  |  |                    |  |
|                            | Ottone IV di Baviera | Eckhard I di Scheyern            |                            |  |  |       |  |  |                        |  |  |                    |  |
|                            | Ottone IV di Baviera | ?                                |                            |  |  |       |  |  |                        |  |  |                    |  |
| Ottone I di Baviera        | Ottone IV di Baviera |                                  |                            |  |  |       |  |  |                        |  |  |                    |  |
|                            |                      | Heilika di Pettendorf-Lengenfeld | Federico III di Pettendorf |  |  |       |  |  |                        |  |  |                    |  |
|                            |                      | Heilika di Pettendorf-Lengenfeld | Federico III di Pettendorf |  |  |       |  |  |                        |  |  |                    |  |
|                            |                      | Heilika di Pettendorf-Lengenfeld | Heilika di Svevia          |  |  |       |  |  |                        |  |  |                    |  |
| Sofia di Baviera           |                      | Heilika di Pettendorf-Lengenfeld |                            |  |  |       |  |  |                        |  |  |                    |  |
|                            |                      | Luigi I di Loon                  | Arnoldo II di Loon         |  |  |       |  |  |                        |  |  |                    |  |
|                            |                      | Luigi I di Loon                  | Arnoldo II di Loon         |  |  |       |  |  |                        |  |  |                    |  |
|                            |                      | Luigi I di Loon                  | Aleide ?                   |  |  |       |  |  |                        |  |  |                    |  |
| Agnese di Loon             |                      | Luigi I di Loon                  |                            |  |  |       |  |  |                        |  |  |                    |  |
|                            |                      | Agnese di Metz                   | ?                          |  |  |       |  |  |                        |  |  |                    |  |
|                            |                      | Agnese di Metz                   | ?                          |  |  |       |  |  |                        |  |  |                    |  |
|                            |                      | Agnese di Metz                   | ?                          |  |  |       |  |  |                        |  |  |                    |  |
|                            |                      | Agnese di Metz                   |                            |  |  |       |  |  |                        |  |  |                    |  |